# Namíbiai labdarúgó-bajnokság (első osztály)
A Namibia Premier League a namíbiai labdarúgó-bajnokságok legfelsőbb osztályának elnevezése. 1987-ben alapították és 16 csapat részvételével zajlik. A bajnok a bajnokok Ligájában indulhat.

## A 2011–2012-es bajnokság résztvevői
- African Stars (Windhoek)
- Black Africa (Windhoek)
- Blue Waters (Walvis Bay)
- Eleven Arrows (Walvis Bay)
- FC Civics (Windhoek)
- Hotspurs (Otjiwarongo)
- Mighty Gunners (Otjiwarongo)
- Orlando Pirates (Windhoek)
- Ramblers (Windhoek)
- SK Windhoek (Windhoek)
- United Africa Tigers (Windhoek)
- United Stars (Tsumeb)

## Az eddigi bajnokok
| - 1985 : Tigers (Windhoek) - 1986 : Chelsea (Grootfontein) - 1987 : Black Africa (Windhoek) - 1988 : Blue Waters (Walvis Bay) - 1989 : Black Africa (Windhoek) - 1990 : Orlando Pirates (Windhoek) - 1991 : Eleven Arrows (Walvis Bay) - 1992 : Ramblers (Windhoek) - 1993 : Chief Santos (Tsumeb) - 1994 : Black Africa (Windhoek) - 1995 : Black Africa (Windhoek) - 1996 : Blue Waters (Walvis Bay) - 1997 : nem rendezték meg - 1998 : Black Africa (Windhoek) - 1999 : Black Africa (Windhoek) - 2000 : Blue Waters (Walvis Bay) - 2001–02 : Liverpool (Okahandja) - 2002–03 : Chief Santos (Tsumeb) | - 2003–04 : Blue Waters (Walvis Bay) - 2004–05 : Civics (Windhoek) - 2005–06 : Civics (Windhoek) - 2006–07 : Civics (Windhoek) - 2007–08 : Orlando Pirates (Windhoek) - 2008–09 : African Stars (Windhoek) - 2009–10 : African Stars (Windhoek) - 2010–11 : Black Africa (Windhoek) - 2011–12 : Black Africa (Windhoek) - 2012–13 : Black Africa (Windhoek) - 2013–14 : Black Africa (Windhoek) - 2014–15 : African Stars (Windhoek) - 2015–16 : Tigers (Windhoek) - 2016–17 : Nem rendezték meg - 2017–18 : African Stars (Windhoek) |  |

## Bajnoki címek eloszlása
| Klub            | Bajnoki címek |
| --------------- | ------------- |
| Black Africa    | 10            |
| Blue Waters     | 4             |
| African Stars   | 4             |
| Civics          | 3             |
| Chief Santos    | 2             |
| Orlando Pirates | 2             |
| Tigers          | 2             |
| Chelsea         | 1             |
| Eleven Arrows   | 1             |
| Liverpool       | 1             |
| Ramblers        | 1             |

## Külső hivatkozások
- Információk Archiválva 2012. július 4-i dátummal a Wayback Machine-ben a FIFA honlapján
- Információk az RSSSF honlapján